# Attalea maripa
Attalea maripa är en enhjärtbladig växtart som först beskrevs av Jean Baptiste Christophe Fusée Aublet, och fick sitt nu gällande namn av Carl Friedrich Philipp von Martius. Attalea maripa ingår i släktet Attalea och familjen Arecaceae. Inga underarter finns listade i Catalogue of Life.

## Bildgalleri

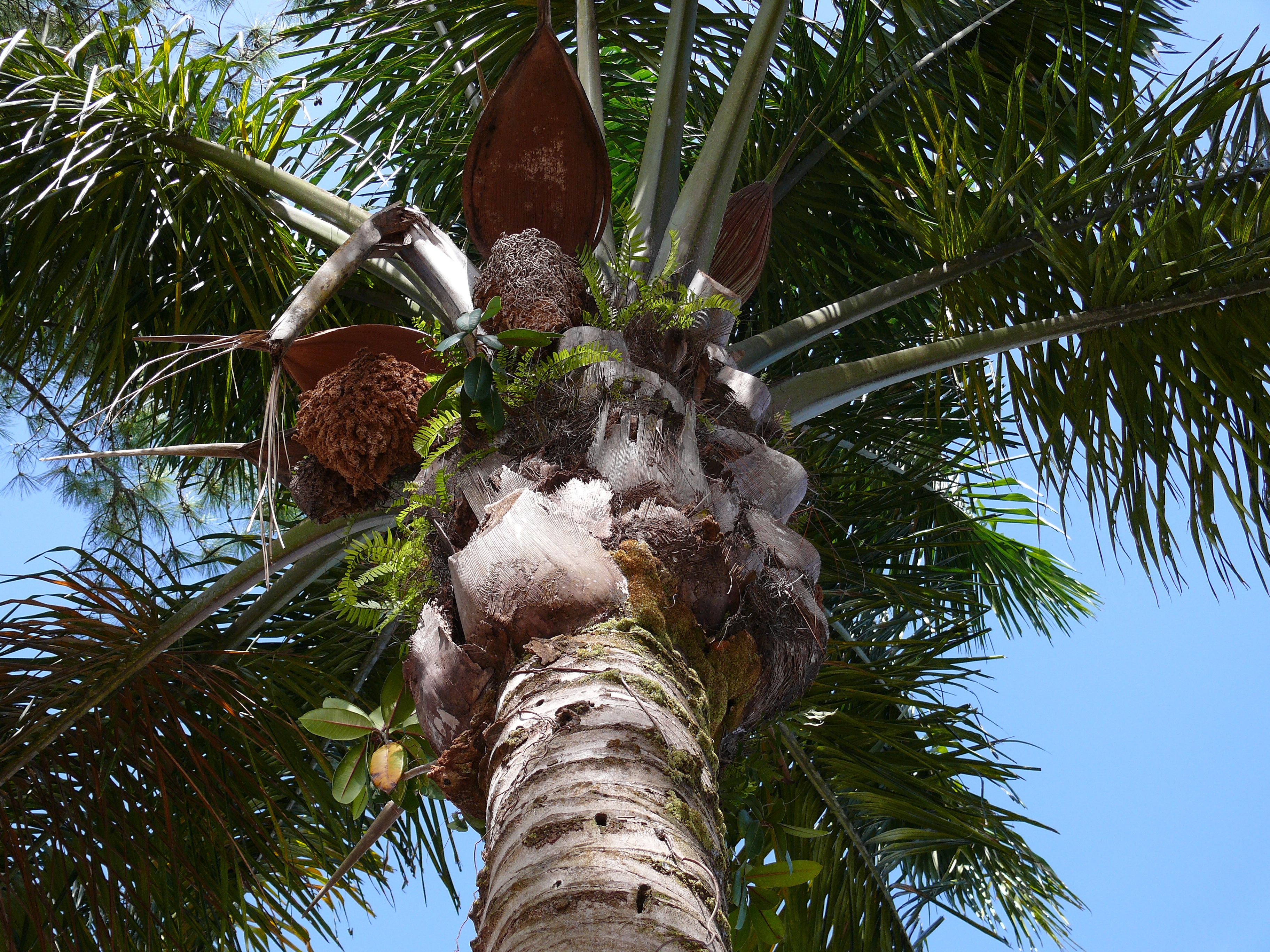
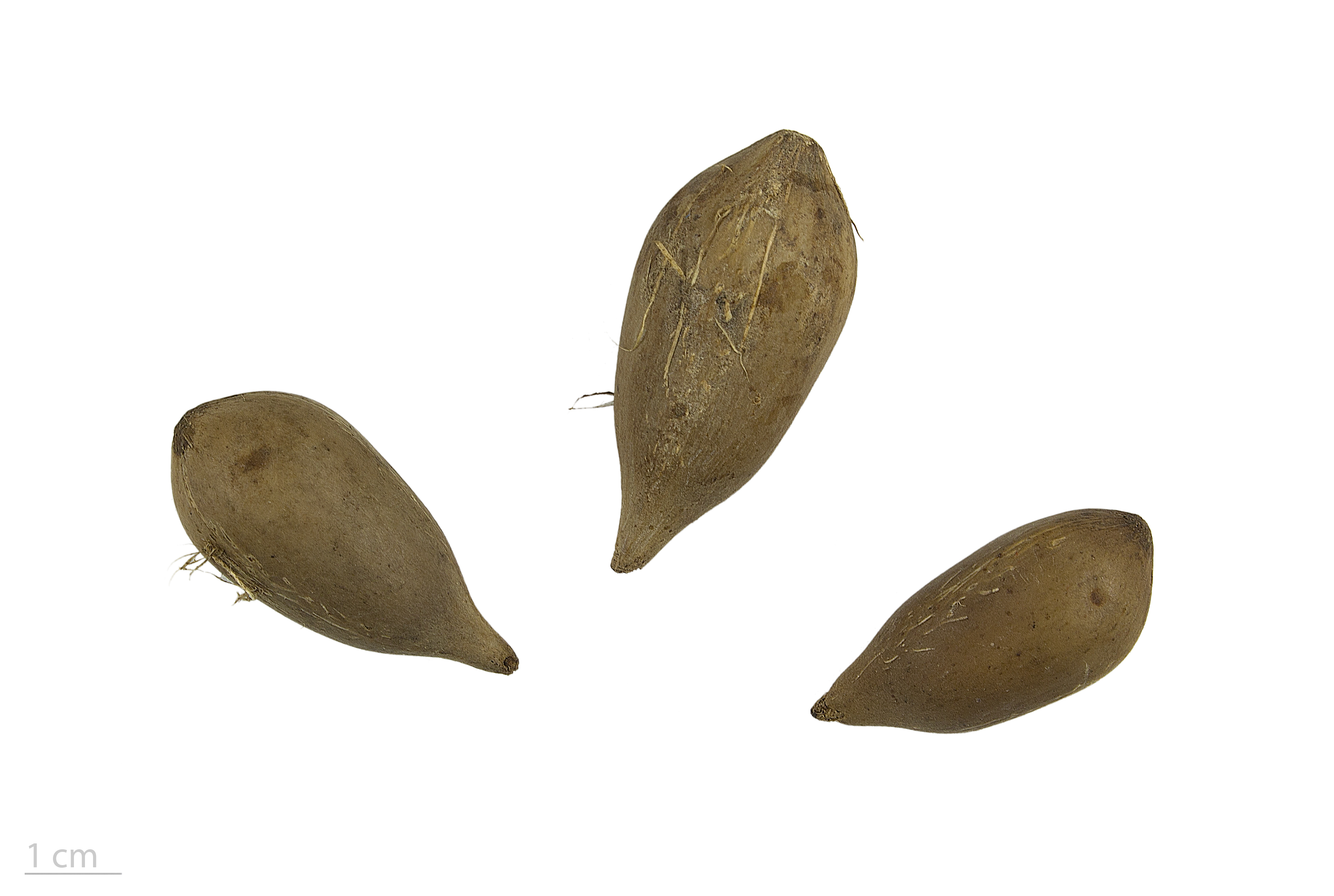
Attalea maripa - Museum specimen